# IPad Pro (第7世代)
iPad Pro (M4)は、Appleによって開発・販売されているiPadタブレットコンピュータ製品である。2024年5月7日発表、2024年5月15日にリリース。先代モデルからディスプレイがタンデムOLEDの「Ultra Retina XDRディスプレイ」に変更され、11インチと13インチの画面サイズの製品がラインナップされた。
2025年3月リリースのiPadOS 18.4から生成AIプラットフォームのApple Intelligenceベータ版で日本語も含めた多言語に対応している。

## 特徴

### ハードウェア
iPad Pro (M4)は、SoCとしてApple M4を採用している。Apple M4は、最大10コアCPU、10コアGPU 、および16コアNeural Engine、メディアエンジン、Secure Enclaveなどを備えている。内蔵ストレージは、256GB、512GB、1TB、および2TBの製品構成がある。
新しくハプティックスを備えたApple Pencil Proに対応する。
TureDepthカメラは長辺に設置され、横向きで使うことが前提となった。
全てのモデルで1000ニトのフルスクリーン輝度を持つ、OLED素材を2スタック構造にしたTandem OLEDをUltra Retina XDRディスプレイとして、初めて搭載した。2,000,000:1のコントラスト比で、フルスクリーン輝度は1000ニト、ピーク輝度は1600ニト。いずれのモデルもTrue Tone、ProMotion、120Hz可変リフレッシュレート、 P3広色域に対応している。また、1TBと2TBモデルでは、ディスプレイ表面にナノメートル単位のエッチングを施すことで、環境光を散乱させて映り込みを低減する「Nano-textureガラス」のオプションが選択できる。

### SNSでの批判
AppleのCEOであるティム・クックは5月8日、自身のX (旧Twitter)で、Apple Eventで披露された、iPad Proのプロモーションビデオ"Crush"を共有した。"Crush"では、ピアノやゲーム機、メトロノーム、モニター、絵具などが大きなプレス機で徐々に押しつぶされ破壊されていき、その後プレス機が持ち上がるとiPad Proが登場するという映像である。その後、「「楽器やカメラなど、クリエイティブな道具が壊されていくのを見て悲しくなった」「アナログのクリエイティブを軽んじている」「子どもに見せたくない」など否定的な意見が、主に日本のユーザーから殺到している。」と批判の声がTwitterで上がったと報道された。

## iPadモデルの変遷
（横スクロールできる画像です）